# ISO 3166-2:SJ
ISO 3166-2:SJ è il sottogruppo dello standard ISO 3166-2 riservato al territorio del Regno di Norvegia formato dalle Svalbard e dall'isola Jan Mayen.
Lo standard ISO 3166-2, seconda parte dello standard ISO 3166, pubblicato dall'Organizzazione internazionale per la normazione (ISO), è stato creato per codificare i nomi delle suddivisioni territoriali delle nazioni e delle aree dipendenti codificate nello standard ISO 3166-1.
Attualmente, nello standard ISO 3166-2 non sono stati definiti codici per questo territorio.
Il codice ISO 3166-1 alpha-2 ufficialmente assegnato al territorio formato dalle isole Svalbard e dall'isola Jan Mayen è SJ. Inoltre sono stati loro assegnati dei codici all'interno del sottogruppo della Norvegia, rispettivamente NO-21 all'arcipelago delle Svalbard e NO-22 all'isola Jan Mayen.